# ورزشگاه لیمون گاز هیراتسوکا
ورزشگاه لیمون گاز هیراتسوکا به (انگلیسی: Lemon Gas Stadium Hiratsuka) یک ورزشگاه چندمنظوره در هیراتسوکا، کاناگاوا، ژاپن است. بیشتر برای مسابقات فوتبال استفاده می‌شود و استادیوم خانگی شونان بلمار است. این استادیوم گنجایش ۱۵٬۳۸۰ تماشاگر را دارد.